# Stefania ginesi
Stefania ginesi és una espècie de granota que es troba a Veneçuela.